# Saltuarius wyberba
Saltuarius wyberba (гранітний листохвостий гекон) — вид геконоподібних ящірок родини Carphodactylidae. Ендемік Австралії.

## Поширення і екологія
Гранітні листохвості гекони мешкають на південному сході Квінсленду та на північному сході Нового Південного Уельсу, від водоспаду Квін-Мері до Гібралтарського хребта. Вони живуть у тропічних лісах, серед гранітних скель.